# Robert MacArthur
Robert Helmer MacArthur (7 de Abril 1930 - 1 de Novembro 1972) foi um ecologista norte-americano nascido no Canadá que teve um grande impacto em muitas áreas da comunidade e ecologia populacional.

## Carreira
MacArthur foi professor na Universidade da Pensilvânia, 1958-1965, e professor de biologia na Universidade de Princeton, 1965-72. Ele desempenhou um papel importante no desenvolvimento da partição de nicho e, com E. O. Wilson, foi coautor de The Theory of Island Biogeography (1967), um trabalho que mudou o campo da biogeografia, impulsionou a ecologia comunitária e levou ao desenvolvimento da ecologia da paisagem moderna. Sua ênfase no teste de hipóteses ajudou a mudar a ecologia de um campo primariamente descritivo para um campo experimental e impulsionou o desenvolvimento da ecologia teórica.
Em Princeton, MacArthur atuou como editor geral da série Monographs in Population Biology e ajudou a fundar a revista Theoretical Population Biology. Ele também escreveu Geographical Ecology: Patterns in the Distribution of Species (1972). Ele foi eleito para a Academia Nacional de Ciências em 1969. Robert MacArthur morreu de câncer renal em 1972.